# Postérité et historiographie de la révolution de Mars
La révolution de mars 1848 dans les états allemands a eu de nombreuses répercussions sur l'histoire allemande. Elle est entre autres le point de départ du mouvement ouvrier et du mouvement féministe dans les états allemands. L'échec du parlement de Francfort, l'échec de la démocratie, fait prendre aux états allemands une voie différente de celle qu'ont empruntée les autres pays occidentaux comme les États-Unis, la Grande-Bretagne et la France. Dans la théorie de la Sonderweg (« voie à part »), cette divergence explique l'apparition du nazisme.
Le regard des États allemands, des historiens et de l'opinion publique a été très changeant sur la révolution. Ainsi directement après les événements le Royaume de Prusse interdit toute commémoration. L'Empire allemand se considère être le descendant de la révolution mais s'éloigne dans de grande proportion des idéaux révolutionnaire. Les États suivants : république de Weimar, Troisième Reich, RDA et la RFA se considèrent tous comme les héritiers de la révolution tout en y associant concept et des valeurs très éloignées les unes des autres.

## Mouvement ouvrier et d'émancipation
Les nouveaux mouvements réclamant une émancipation, en particulier le mouvement ouvrier et le mouvement féministe n'ont pas eu un poids important dans la révolution. Ils n'étaient pas directement représentés au parlement, tout au plus la gauche libéral-démocrate bourgeoise défendait leurs intérêts. La révolution a cependant fortement influé sur leur développement.

### Mouvement ouvrier
La révolution a vu l'apparition de structures et d'institutions qui ont résisté à la répression de la période de réaction qui l'a suivie : ainsi le 3 septembre 1848 à Berlin, sur initiative de l'écrivain Stephan Born, la Allgemeine Deutsche Arbeiterverbrüderung (fraternité générale des travailleurs allemands) fut fondée. C'était la première organisation travailleuse qui s'étalait sur plusieurs régions en Allemagne, elle a notamment eu un rôle important dans l'émergence des syndicats.
Si ces communistes sont encore peu nombreux, la peur qu'il créent pousse à la réaction parmi les propriétaires.
Avant 1860, on ne peut pas vraiment parler d'un prolétariat conscient de soi-même. Karl Marx n'a en 1848 que peu d'influence. Toutefois les ouvriers et les artisans avec les bourgeois forment l'essentiel des révolutionnaires qui montent sur les barricades. Le divorce entre bourgeois et travailleurs est une des principales causes de l'échec de la révolution.
Les radicaux-libertaires (radikal-libertäre), association rassemblant les anarchistes se développa en prenant une direction proche du socialisme. Dans les années 1870, un conflit éclata au sein de l'association internationale des travailleurs, la première internationale, entre socialistes anarchistes menés par Mikhaïl Bakounine et les marxistes menés par Karl Marx. Cette discorde mena à la dissolution de la première internationale en 1876.

### Féminisme
En ce qui concerne les féministes, le 12 mai 1849 la journaliste et avocate du droit des femmes Louise Otto, plus connu sous le nom de Louise Otto-Peters, fonda le journal politique Frauen-Zeitung (le journal des femmes), où elle appelait au regroupement des ouvrières au sein d'association en suivant le modèle des hommes afin de défendre leurs intérêts,.
Les femmes participent aux événements révolutionnaires et commencent à s'organiser.
Si leur rôle reste marginal, les femmes participent à la révolution. Soit en s'intéressant à la politique, comme l'atteste le fait qu'une partie des estrades pour les spectateurs du parlement de Francfort sont réservées aux femmes, soit directement comme Amalie Struve (de), la femme de Gustav, Carola Lipp, Mathilde Franziska Anneke ou Emma Herwegh. Elles sont aussi actives dans les associations, bien que leurs interventions soient souvent dénigrées par les hommes présents.
Lors de la révolution de mars l'égalité homme/femme est revendiquée par les libéraux.

## Conséquences sur le mouvement démocrate et libéral en Allemagne
Le rétablissement de la liberté associative en Allemagne a pour conséquences la formations de nombreuses associations, politiques notamment. Elles peuvent être classée en : associations ouvrières, démocratiques, constitutionnelles, catholiques et groupes d'intérêt citoyens, celles conservatrices sont peu développées. Les premières rassemblées dans la fraternité générale des travailleurs allemands fondée le 3 septembre 1848 à Berlin, sur initiative de l'écrivain Stephan Born, sont au nombre de 170, pour un total de 15 000 membres au début de 1849. C'était la première organisation travailleuse qui s'étalait sur plusieurs régions en Allemagne, elle a notamment eu un rôle important dans l'émergence des syndicats. Les associations démocratiques, aussi dites « populaire », sont à leur apogée environ 200 pour 200 000 membres. Début 1849, elles se rassemblent pour former l'Association centrale de Mars qui en mars compte 950 associations et 500 000 adhérents. Les associations constitutionnelles, aussi dites « patriotique », rassemblent les libéraux. Elles sont moins importantes en nombre d'adhérent que les associations populaires, leur association nationale rassemblent ainsi en avril 1849 160 associations locales. Les associations catholiques, dites aussi « Pi », sont aussi très répandu dans le seul Bade, il y 400 associations pour 100 000 membres. Enfin, les groupes d'intérêt corporatistes sont naissants.
Une période de réaction suivit directement la révolution, marquée par les procès contre les démocrates et les communistes, la censure, le contrôle de l'administration. Elle laissa cependant rapidement la place à une ère plus libérale dite « Neue Ära » entre 1849 et 1866. Elle voit notamment les forces libérales se renforcer et se rassembler en 1861 dans le premier parti politique allemand : le parti progressiste allemand. Toutefois, Wolfgang Siemann note que toutes ces associations politiques suscitées préfigurent les partis politiques modernes. Il faut par ailleurs définir avec précision le terme de parti pour déterminer quel est le premier parti allemand.
La plupart des démocrates radicaux, quand ils n'avaient pas été emprisonnés ou exécutés, avaient fui en exil. Dans les années 1848/49, une vague d'émigration de grande ampleur eut lieu, on estime ainsi à 78 800, 59 000 et 61 700 le nombre d'émigrants allemands pour les années 1847, 1848 et 1849, la quasi-totalité vers les États-Unis. Les émigrants y sont désignés par le nom de « Forty-Eighters » ce qu'on pourrait traduire par « quarante-huitards ». Beaucoup de ces émigrés s'impliquèrent dans la vie démocratique locale. Ainsi ils furent nombreux à soutenir Abraham Lincoln lors des élections présidentielles américaines, à combattre l'esclavage ou à prendre part à la guerre de Sécession au côté des États du nord de 1861 à 1865. Certains firent également une véritable carrière politique comme Lorenz Brentano ou Carl Schurz, ce dernier fut ministre de l'intérieur de 1877 à 1881.
Les autres démocrates radicaux, qui étaient restés en Allemagne ou qui y étaient revenus après l'amnistie de 1862, rejoignirent massivement le mouvement ouvrier et la social-démocratie.
Le mouvement étudiant organisé en Corps et en Burschenschaft perdit progressivement de son importance. Les idées libérales et démocratiques furent remplacées petit à petit par le nationalisme résolument plus à droite, accompagné de racisme et d'antisémitisme. Les membres de ces associations, pratiquant pour la plupart la mensur, formèrent plus tard l'élite de l'Empire allemand et dans une moindre mesure du régime nazi.

## Regards sur la révolution
Langewiesche écrit que la révolution n'a jamais été l'objet de fierté, elle ne constitue pas un élément fédérateur parmi les Allemands comme peut l'être la révolution française en France.

### Période 1849-1871
Après la révolution, le mouvement de réaction est important. La recherche historique est fortement contrôlée, comme le montre la condamnation pour haute traîtrise de l'ancien député libéral et historien Georg Gottfried Gervinus à Heidelberg. Il lui est alors reproché d'avoir écrit que le mouvement de l'histoire va vers plus de participation des masses dans la vie politique et que « l'émancipation des opprimés et de ceux qui souffrent est l'aspiration du siècle, ».

#### Royaume de Prusse
Directement après la révolution, le royaume de Prusse interdit de manière très stricte les commémorations en l'honneur des hommes tombés le 18 mars qui sont enterrés au cimetière Friedrichshainer, date des soulèvements à Berlin. Les révolutionnaires sont considérés comme des traîtres. Le monument érigé en 1854 dans l'Invalidenpark (de) de Berlin l'illustre. Les commémorations réapparaissent à la fin des années 1860. Bismarck dans son discours du fer et du sang critique le fait que les révolutionnaires aient voulu décider du sort de l'Allemagne à la majorité, au parlement.

### Empire allemand
L'Empire allemand, en tant qu'État allemand unifié, se considère comme étant le parachèvement de la révolution avec son désir d'État-nation. Le parlement national et une partie de la constitution sont repris des acquis de la révolution de mars. Toutefois, les droits fondamentaux ne sont pas inscrits dans la constitution et ne sont assurés qu'au moyen de lois. Le rôle de la révolution y est cependant très sous-estimé, les faibles commémorations de mars 1898 en étant le témoignage le plus flagrant. L'Empire allemand, par son système électoral des trois classes ainsi que la prédominance du Bundesrat dans la constitution et du chancelier dans la pratique, est très éloigné des souhaits de souveraineté du peuple, défendue par la révolution. La domination persistante des Junker est également en contradiction avec les principes révolutionnaires voulant la fin de la féodalité. L'Empire allemand n'est d'ailleurs pas un État-nation ; il n'y a pas de citoyenneté allemande jusqu'en 1913. par exemple, mais un État fédéral. L'unité est avant tout territoriale,,.
Le 18 mars est dans l'Empire allemand l'occasion pour les sociaux-démocrates de montrer leur opposition à l'Empire allemand, ils sont donc rejoints par les autres opposants au régime. Les événements de la Commune de Paris y sont également commémorés.
Durant les commémorations de 1898, les sociaux-démocrates et les membres du Parti populaire allemand défendent les révolutionnaires et les combats de barricades qui ont eu lieu à Berlin en mars 1848, tandis que le libéral Rudolf von Bennigsen la perçoit comme un « épisode très pénible ». Il préfère se rappeler le parlement de Francfort qui présentait une certaine organisation. S'il est devenu possible de parler des événements de 1848 en public, l'administration s'oppose tout de même à la construction d'un monument commémoratif.
Dans les années 1890, le 18 mars perd de son importance chez les sociaux-démocrates au profit du 1er mai. En effet, le cours politique réformateur choisi après débat n'est pas compatible avec le caractère révolutionnaire du 18 mars.
L'historiographie officielle, représentée par Heinrich von Sybel ou Schäfer, considère que la révolution de mars n'a rien à voir avec l'unification du pays. Bismarck et les Hohenzollern en sont, selon eux, les seuls redevables. L'Empire allemand voit cependant la parution des premières véritables études historiques sur la révolution de mars. Des historiens comme Erich Marcks, Friedrich Meinecke, Max Lenz et Erich Brandenburg (de) ouvrent la voie. Ludwig Bergsträßer et Veit Valentin continuent le travail, et en 1917, ce dernier publie le premier véritable ouvrage de référence sur le sujet contenant d'innombrables sources. Déjà Marcks et Lenz reconnaissent la révolution de mars comme une étape sur le chemin de l'unification. Il se différencie des ouvrages précédent en jugeant de manière plus positive les démocrates et en considérant le vote des droits fondamentaux comme une grande avancée alors que les autres historiens mettent souvent en avant le temps perdu dans leur débat.

### République de Weimar
La constitution de la république de Weimar reprend les grandes lignes de celle de 1849. Son système parlementaire est également directement lié au parlement de Francfort. Friedrich Ebert, le 6 février 1919 pour l'ouverture du nouveau parlement rappelle ces grandes lignes, tout en rappelant que dans la république de Weimar, il n'y a plus de monarque de droit divin. Theodor Heuss pense que si la république de Weimar veut réformer l'État allemand, elle doit s'inspirer de ce qu'on fait leurs grands-parents en 1849. Comme en 1848, les femmes bénéficient de nouveau de l'égalité de droit,.
L'année 1923 a certes donné lieu à des discours d'Ebert entre autres, mais l'hyperinflation empêche la tenue de festivités. Par ailleurs, le fait que la Prusse soit toujours un élément important dans le nouvel ensemble rend le sujet sensible.
Même durant la république de Weimar, la révolution ne trouve pas d'écho dans la population.

### Troisième Reich
Le régime nazi reprend à son compte les visées expansionnistes des nationalistes de 1848. Hitler voyant dans l'Empire allemand la réalisation de la solution petite-allemande, il veut réaliser la solution grande-allemande, ce qui constitue une justification pour l'Anschluss.
Au niveau littéraire, en 1938, Paul Wentzcke fait paraître Unvollendeten Revolution dans lequel il juge positivement la révolution. Il la considère comme étant sur la voie de l'unité et de la création d'un État puissant d'Europe centrale. Alexander Schaff sort en 1942, un ouvrage fortement anti-parlementaire et anti-démocratique voyant dans l'échec de la révolution l'échec de ces modes de fonctionnement étatique. Par ailleurs, Wentzkes et Schaff pensent que la France, la Grande-Bretagne et la Russie sont les principaux responsables de l'échec révolutionnaires.

### RDA et RFA
En RDA et en RFA, le souvenir de la révolution de mars est un bon moyen pour solder l'époque nazie. Les deux États allemands se disputent l'héritage révolutionnaire, la RFA se réclamant de la liberté d'expression, de presse, de circulation réclamée en 1848 et la RDA de sa tradition révolutionnaire et du mouvement ouvrier. Parmi les actions symboliques qui marquent cette volonté d'ancrer les nouveaux États dans cet héritage, on peut citer pour la RFA la reconstruction rapide dès 1949 de l'église Saint-Paul de Francfort, qui était le lieu où siégeait le parlement de Francfort. Du côté de la RDA, le jubilé pour les 125 ans de la révolution. Cette dernière instrumentalise fortement la révolution, ce que la RFA ne peut faire ne disposant pas de levier pour influencer les historiens.
Cette lutte pour l'héritage historique de la révolution est déclenchée en 1974 par Gustav Heinemann, alors qu'il se trouve à Rastatt, ville intimement liée au mouvement républicain durant la révolution de mars, quand il déclare :
« En RDA on communique beaucoup sur la révolution. De nombreux livres et événements lui sont voués. Ces idées révolutionnaires vont cependant disparaître progressivement avec le développement de l'État policier communiste. Il serait intolérable que nous restions inactifs devant cette accaparement de notre histoire. Nous sommes maintenant en concurrence avec l'autre État allemand pour avoir la meilleure organisation des affaires publiques, le plus de liberté et de justice. Autrement dit la question est de savoir qui est le plus légitime dans ses références au mouvement d'émancipation allemand, qui a le mieux réalisé ces objectifs ou va le faire, »
Dans les années 1960, les progrès de l'histoire sociale mettent en lumière de nouveaux aspects de la révolution de mars et permettent de sortir des conceptions trop simplistes qui prévalent jusqu'alors avec une révolution, une bourgeoisie, des ouvriers et des libéraux.

## Débats historiographiques

### Sonderweg
La plupart des historiens partisans de la Sonderweg (« voie à part »), comme A.J.P. Taylor, Roy Pascal (en) ou Lewis Namier (en), placent son origine à la révolution de mars. Ces historiens voient dans l'échec de la révolution l'élément déterminant dans l'histoire allemande qui explique l'apparition du nazisme. Cette théorie est toutefois contestée parmi les historiens. Ainsi, Dieter Langewiesche doute qu'une victoire révolutionnaire aurait automatiquement conduit à l'évitement de la Seconde Guerre mondiale. Il en tient pour preuve le fait que le parlement de Francfort a de nombreuses revendications territoriales sur les pays voisins et que la France, pourtant républicaine, n'est pas pour autant devenu un pays pacifiste,.

### Choix de la monarchie constitutionnelle
Dans la révolution de mars, deux visions s'affrontent : d'un côté, les démocrates et les républicains veulent donner la souveraineté au peuple, et de l'autre, les constitutionnalistes cherchent seulement à limiter le pouvoir des monarques par le moyen d'une constitution.
Langewiesche voit dans la proximité entre les souverains allemands et leurs peuples en 1848 la raison pour laquelle le peuple a majoritairement voulu leur conservation sur le trône. Le mouvement républicain ne rencontre de ce fait que peu d'écho en Allemagne. L'échec de Friedrich Hecker marque la fin des espoirs dans ce domaine.
Langewiesche pense que l'opposition entre monarchie constitutionnelle et république est la pomme de la discorde de la révolution, bien plus que la lutte entre solutions petite et grande allemandes. Les libéraux cherchent, selon lui, non à imposer la domination de la bourgeoisie, mais plutôt celle d'un grande classe moyenne. Ils considèrent qu'accorder la république reviendrait à accepter l'anarchie et la domination du prolétariat.

### Rôle des campagnes
Parmi les acquis de la révolution se trouve la fin définitive de l'ordre féodal. Les revendications d'abolition du servage héréditaire et des redevances féodales ont pu être comprises par une large part de la population rurale et paysanne comme faisant partie des leurs, et l'ont conduite à participer aux mouvements de mars 1848. Cette « masse populaire » a donné une base à la révolution et était ainsi déterminante pour le succès des Révolutions de Mars. La peur d'un soulèvement paysan et d'une révolution sociale a contribué de manière essentielle au fait que les hommes de pouvoir ont rapidement reculé puis cédé.
L'idée selon laquelle les paysans, en se retirant de la révolution après que leurs revendications ont été satisfaites, lui ont ainsi retiré sa « base populaire » et furent donc une cause d'échec, fut suggérée par un sociologue contemporain de la révolution, Wilhelm Heinrich Riehl. Rainer Koch soutient également ce point de vue, les paysans de Silésie, alors alliés aux démocrates, se démobilisant ainsi après octobre 1848 et la satisfaction de leurs revendications. Il parle d'une alliance entre les paysans et la noblesse et écrit également que les paysans n'ont pas participé à la campagne pour la constitution de l'empire.
Cette idée fut relativisée dans la nouvelle historiographie. Des études en histoire quotidienne et culturelle montrent que la participation de parts rurales de la population aux événements révolutionnaires de 1849/1849 était largement supérieure à ce qui avait été admis jusqu'alors. La campagne pour la constitution de l'empire (Reichsverfassungkampagne) fut en particulier portée par une large mobilisation dans les zones rurales, et également par des parts paysannes de la population.[réf. souhaitée]

### Causes de l'échec
Les causes de l'échec de la révolution ont longtemps été analysées. Pèle-mêle on peut citer le dualisme austo-prusse, qui empêche toute évolution ; la division entre les libéraux et les démocrates ; le rejet de la révolution par les bourgeois et les libéraux de peur de la voir se transformer en révolution rouge ou en nouvelle terreur ; le manque de soutien des autres grandes puissances européennes ; le choix personnel de Frédéric-Guillaume IV de Prusse, qui a été trop vu comme l'homme providentiel ; la rapide victoire en mars, qui donnent aux députés des attentes irréalistes comme la simultanée création d'un État-Nation, la proclamation des droits fondamentaux et d'acquis sociaux. Botzenhart dit résumer la pensée de Langewiesche, Wehler et Siemann en disant qu'il y avait trop de problèmes à régler et ajoute que les difficultés rencontrées par la révolution en France, bien la situation là-bas était plus simple, montrent combien la tâche était difficile. Nipperdey expose les pour et les contre de la politique des libéraux et conclut que la faute n'est ni à imputer aux démocrates ni aux libéraux, leur mésentente étant inévitable. Il conclut également que les éléments contraires étaient trop nombreux.
Parmi les reproches souvent faite au parlement de Francfort, on trouve le fait d'avoir d'abord débattu sur la question des droits fondamentaux avant celle du système politique et d'unification. Il n'aurait pas profité de la victoire de mars pour imposer ses vues et aurait ainsi laissé du temps à la contre-révolution de s'organiser. Botzenhart fait toutefois remarquer que déjà en automne 1848, quand les droits fondamentaux sont votés, le parlement ne dispose pas de la mainmise sur l'Allemagne. Il aurait donc eu tout autant de mal à imposer l'État-nation qu'en avril 1849.

### Causes de l'armistice de Malmö
Il est souvent admis que l'armistice de Malmö a été provoqué par les interventions extérieures : c'est-à-dire des pressions diplomatiques venant de la Grande-Bretagne et de la Russie. Frédéric-Guillaume IV aurait alors dû céder pour éviter la guerre. Taylor remet en cause cette description du déroulement des événements et explique que Lord Palmerston a certes appelé à la paix mais ne s'est montré que très vague. Il a sans cesse écrit à la diplomatie prussienne que les Rusise finiraient par menacer l'Allemagne, mais elles n'ont rien fait. La France n'a pas menacé la Prusse non plus. Bien plus, Frédéric-Guillaume n'avait pas envie d'affronter le désaveu russe. Taylor désigne la peur de la guerre comme une peur d'enfant complètement injustifiée.

### Profil type des démocrates
L'historiographie s'est penché sur le profil type des démocrates. Les libéraux considèrent les républicains comme des « ratés », dans le détail des : « commerçants en faillites, des athées, de fins connaisseurs de la corruption, des hommes vivant dans la luxure,... ». Lenore O'Boyle, qui tente d'analyser les faits, confirme partiellement ce jugement. Nombreux sont les journalistes, les instituteurs et les avocats dans le camp démocrate. Les premiers étaient souvent à l'époque des universitaires, incapables de s'insérer professionnellement faute de postes à pourvoir dans l'administration, et avaient une formation souvent insuffisante pour exercer correctement leur métier. Les instituteurs étaient des professeurs des campagnes, qui surestimaient grandement leur influence et luttaient continuellement contre les prêtres. Enfin, les avocats étaient en Prusse très pauvres et ne pouvaient être mis à un pied d'égalité avec les juges.
Par contre, Langewiesche met en garde contre l'amalgame entre démocrates et révolutionnaires. Les démocrates modérés sont en effet bien plus nombreux que les républicains radicaux.

### Interprétation marxiste: ascension de la bourgeoisie
Selon l'interprétation marxiste de la révolution, celle-ci permit à la bourgeoisie aisée de s'imposer dans une considération historique et renforça définitivement son influence aux côtés de l'aristocratie, tant sur le plan politique qu'économique. À partir de 1848 au plus tard, la bourgeoisie, plus précisément la haute bourgeoisie, devint la classe économique dominante des sociétés d'Europe centrale. Cette ascension avait déjà commencé avec les luttes politiques et sociales de la Révolution française de 1789.
Dieter Langewiesche rappelle qu'il ne faut pas confondre libéralisme et bourgeoisie. Le mouvement libéral est en effet très hétérogène, la bourgeoisie tout autant. La délimitation flue de ce dernier groupe rend selon lui toute analyse scientifique impossible. Il écrit : « (Utiliser) Ce concept de bourgeoisie est équivalent à une fuite face à la complexité de la réalité historique, ».